# Forever Young (album Alphaville)
Forever Young è l'album di debutto del gruppo tedesco synth pop/rock Alphaville, pubblicato dall'etichetta discografica WEA (Warner/Elektra Records/Atlantic Records) su LP (catalogo Warner 240 481-1), CD (240 481-2) e MC (240 481-4) nel 1984.
| Recensione | Giudizio |
| ---------- | -------- |
| AllMusic   | [ 3 ]    |

## Tracce
Lato A
1. A Victory of Love - 4:14
2. Summer in Berlin - 4:45
3. Big in Japan - 4:43
4. To Germany with Love - 4:15
5. Fallen Angel - 3:55

Lato B
1. Forever Young - 3:45
2. In the Mood - 4:29
3. Sounds Like a Melody - 4:42
4. Lies - 3:32
5. The Jet Set - 4:52

- Tutte le tracce sono scritte e arrangiate da Marian Gold, Bernhard Lloyd e Frank Mertens.

## Formazione
- Marian Gold - voce
- Bernhard Lloyd - drum machine
- Frank Mertens - sintetizzatore

Altri musicisti
- Wolfgang Loos - tastiere, programmazione, tastiere aggiuntive
- Curt Cress - batteria (A4,B1,B2), batteria aggiuntiva
- Ken Taylor - basso
- Deutsche Oper Berlin orchestra - sezione archi
- Wednesday - cori
- The Rosie Singers - cori (B1)
- Gulfstream - cori (B1,B2)
- Ralph Vornberger - assolo vocale (B2)
- The Claudias - cori

## Successo e classifiche
| Classifica (1984) |                        | Posizione massima | Settimane in classifica |
| ----------------- | ---------------------- | ----------------- | ----------------------- |
| Norvegia          | Norvegia (bandiera)    | 1                 | 24                      |
| Svezia            | Svezia (bandiera)      | 1                 | 11                      |
| Germania          | Germania (bandiera)    | 3                 | 34                      |
| Svizzera          | Svizzera (bandiera)    | 4                 | 20                      |
| Paesi Bassi       | Paesi Bassi (bandiera) | 12                | 18                      |
| Austria           | Austria (bandiera)     | 16                | 4                       |

## Video musicali
- Big in Japan, su YouTube. URL consultato il 18 marzo 2014.
- Forever Young, Vimeo. URL consultato il 18 marzo 2014.
- Sounds Like a Melody, su YouTube. URL consultato il 18 marzo 2014.